# Arthur Pink
Pour les articles homonymes, voir Pink.
Arthur Walkington Pink est un pasteur et écrivain congrégationaliste-devenu-baptiste, calviniste, né à Nottingham le 1er avril 1886. Il devint chrétien au début du XXe siècle. L'influence de son père joue un rôle important dans sa conversion. Le verset 12 du chapitre 14 du livre des Proverbes provoque sa conversion et l'amène à s'éloigner de la théosophie.
Pour augmenter sa connaissance de la Parole de Dieu, Arthur Pink émigre aux États-Unis et étudie à la Moody Bible Institute.  En 1916, il se maria avec Vera E. Russell, une américaine venant du Kentucky. À partir de 1925, il occupa différents postes pastoraux en Australie, en Angleterre et aux États-Unis.
En 1922, il lança un magazine mensuel intitulé "Études sur les Écritures".
En 1934, Arthur Pink retourna en Angleterre et se mit à écrire des ouvrages et des pamphlets chrétiens.
Arthur Pink meurt d'anémie le 15 juillet 1952 à Stornoway en Écosse.

## Biographie
Arthur Walkington Pink est né à Nottingham, en Angleterre, d'un marchand de maïs, un non conformiste pieux de dénomination incertaine, mais probablement un congrégationaliste. Sinon, on ne sait presque rien de l'enfance ou de l'éducation d'Arthur Pink, sauf qu'il avait une certaine capacité et une formation en musique.  En tant que jeune homme, Arthur Pink a rejoint la Société Théosophique et a apparemment pris assez d'importance dans ses rangs que Annie Besant, sa tête, a offert de l'admettre à son cercle de leadership. En 1908 il a renoncé à la théosophie pour le christianisme évangélique. 
Désireux de devenir ministre mais ne voulant pas fréquenter un collège théologique libéral en Angleterre, Pink étudia très brièvement au Moody Bible Institute en 1910 avant de prendre le pasteur de l'église congrégationaliste à Silverton, au Colorado. En 1912, Pink quitte Silverton, probablement pour la Californie, puis prend un pastorat conjoint d'églises dans les régions rurales de Burkesville et Albany, Kentucky. En 1916, il s'est marié avec Vera E. Russell (1893-1962), qui avait été élevée dans Bowling Green. Le prochain pastorat de Pink semble avoir été à Scottsville.  Puis les nouveaux mariés déménagèrent en 1917 à Spartanburg, en Caroline du Sud, où Pink devint pasteur de l’église baptiste de Northside.

## Ouvrages
- Attributes of God
- The Doctrine of Justification
- The Antichrist
- The Patience of God
- Eternal Security
- Christmas
- The Total Depravity of Man
- The Sovereignty of God
- The Christian Sabbath
- The Decrees of God
- The Atonement
- Practical Christianity
- The Doctrine of Reconciliation
- The Divine Covenants
- The Redeemer's Return
- The Life of Elijah
- Studies on Saving Faith (first published in Studies in the Scriptures)
- Exposition of John
- Exposition of Hebrews
- The Holy Spirit
- Gleanings in Genesis
- Gleanings in Exodus